# Ancistrocerus oviventris
Ancistrocerus oviventris (Mörtelwespe) ist eine Art aus der Ordnung der Hautflügler (Hymenoptera) innerhalb der Solitären Faltenwespen (Eumeninae). 

## Merkmale
Die Wespen erreichen eine Körperlänge von 11 bis 14 Millimetern. Ihr Körper ist gelb-schwarz gefärbt. Das zweite Sternit ist seitlich betrachtet nur schwach gewinkelt. Das Weibchen besitzt fünf bis sechs gelbe Tergitbinden, ein schwarzes Scapus und die Femora der Hinterbeine sind schwarz-gelb. Die Männchen haben eine tiefe, halbkreisförmige Ausrandung am Clypeus. Man kann die Art nur schwer von einigen anderen Arten der Gattung Ancistrocerus unterscheiden.

## Vorkommen
Die Art kommt in Nordafrika, Europa und nach Osten bis in den Fernen Osten vor. Im Süden findet man sie vor allem im Gebirge. Sie besiedelt verschiedene sonnige Lebensräume mit ausreichend Nistgelegenheiten. Die Tiere fliegen von Anfang Mai bis Mitte August. Sie sind in Mitteleuropa verbreitet anzutreffen.

## Lebensweise
Ancistrocerus oviventris ist die einzige Art der Gattung, die ihre Nester aus Mörtel an Steinen, Felsen oder auch Wänden baut. Es werden dabei mehrere Zellen angelegt, die zum Schluss mit einer Lehmschicht bedeckt werden. Die Brut wird mit Raupen kleinerer Schmetterlinge und Larven von Blatt- und Rüsselkäfern versorgt. Die Art wird von der Gemeinen Goldwespe (Chrysis ignita) und von Chrysis ruddii parasitiert.